# Adèle de Champagne
Pour les articles homonymes, voir Alix de Champagne.
 (février 2013).
Si vous disposez d'ouvrages ou d'articles de référence ou si vous connaissez des sites web de qualité traitant du thème abordé ici, merci de compléter l'article en donnant les références utiles à sa vérifiabilité et en les liant à la section « Notes et références ».
Adèle, Alix ou Alice de Champagne, née vers 1140 et morte le 4 juin 1206 à Paris, est reine des Francs par son mariage avec Louis VII de France. Elle est fille du comte de Champagne et de Blois Thibaut IV et de Mathilde de Carinthie.
Elle est donc la sœur du comte de Champagne Henri Ier le Libéral, du comte de Blois Thibaut V, de Guillaume aux Blanches Mains, archevêque de Reims, et d'Étienne, comte de Sancerre.

## Biographie
Adèle de Champagne devient la troisième épouse de Louis VII le 13 novembre 1160 et est sacrée le jour-même. Ce dernier n'a pas eu de fils de ses deux premiers mariages, le premier avec Aliénor d'Aquitaine qu'il avait fait annuler en 1152 et le second avec Constance de Castille, morte en 1160.
Elle donne au roi deux enfants :

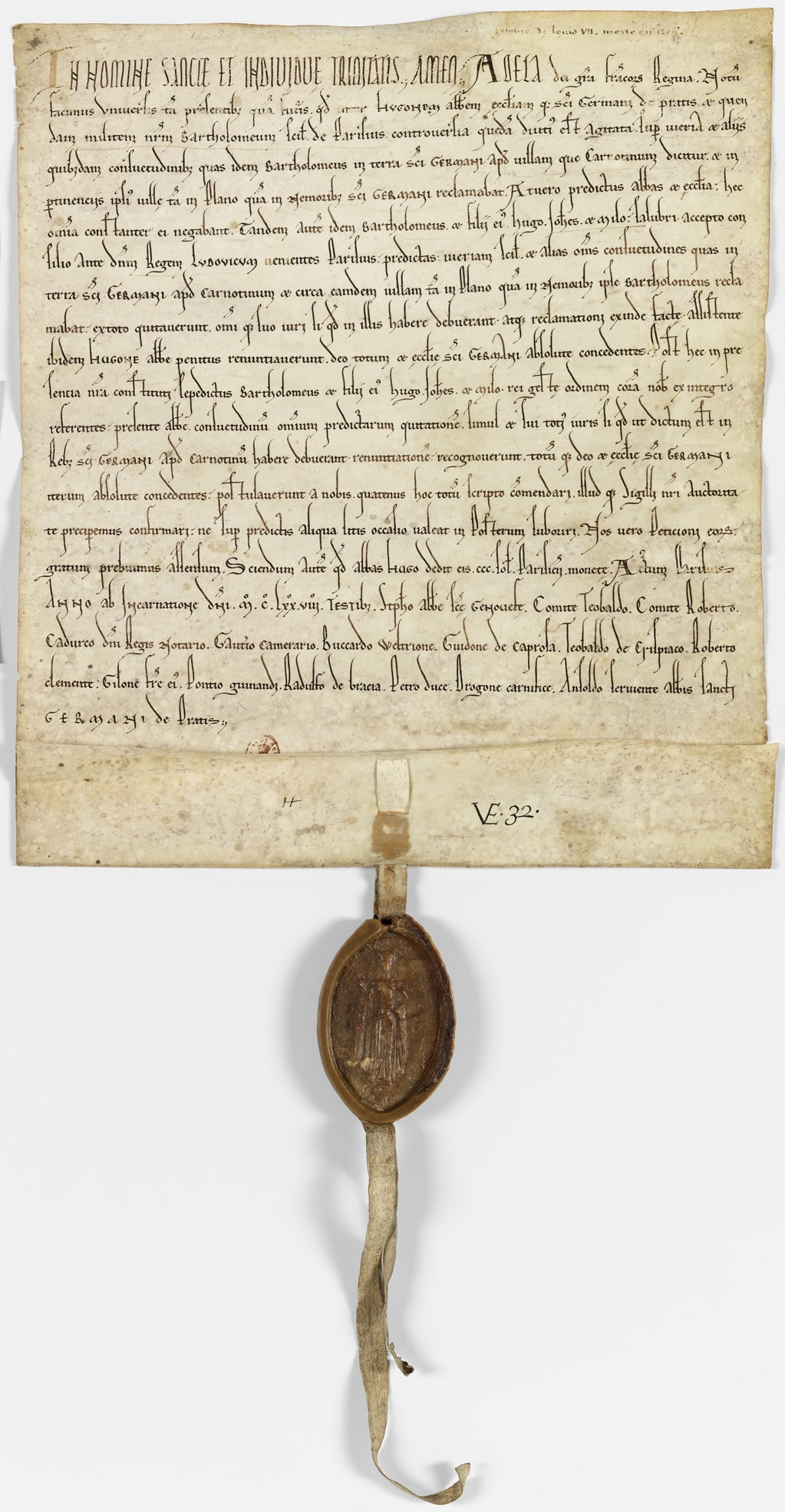
Confirmation par Adèle reine de France - Archives nationales - K-25-D pièce n°9.

- Philippe, surnommé Dieudonné (tant l'arrivée d'un héritier était espéré) et futur roi de France sous le nom de Philippe Auguste ;
- Agnès, mariée successivement aux empereurs byzantins Alexis II Comnène, Andronic Ier Comnène, puis à Théodore Branas, gouverneur de Constantinople.

Sa position de mère de l'héritier tant attendu lui donne une influence importante sur son mari et lui permet de favoriser sa famille. Ses frères Henri Ier de Champagne et Thibaut V de Blois deviennent en 1164 les gendres du roi en épousant respectivement Marie et Alix de France, filles de Louis VII et d'Aliénor d'Aquitaine, et son troisième frère Guillaume aux Blanches Mains est pourvu du diocèse de Chartres en 1164.
Avec la maladie du roi, son fils Philippe est sacré roi le 1er novembre 1179 et associé au trône. Une lutte de pouvoir éclate entre la reine et son fils, et Philippe négocie son mariage avec Isabelle de Hainaut pour se ménager des alliés au sein des comtes de Flandre et de Hainaut et contrebalancer l'influence du clan de Blois-Champagne. Louis VII meurt le 18 septembre 1180 et Philippe lui succède. Il se réconcilie avec sa mère, qui tente de rompre le mariage avec Isabelle, mais la naissance d'un héritier fait échouer ses manœuvres.
Lors de son absence en croisades, Philippe Auguste lui confie la régence du royaume. Au retour du roi, en 1192, la reine Adèle s'efface et participe à la fondation d'abbayes, telle l'abbaye du Jard. Elle participe également au règlement d'un différend entre l'abbaye de Pontfraud et un seigneur voisin.
Elle meurt en juin 1206 et est inhumée dans l'église abbatiale de Pontigny, près d'Auxerre.

## Dans la fiction

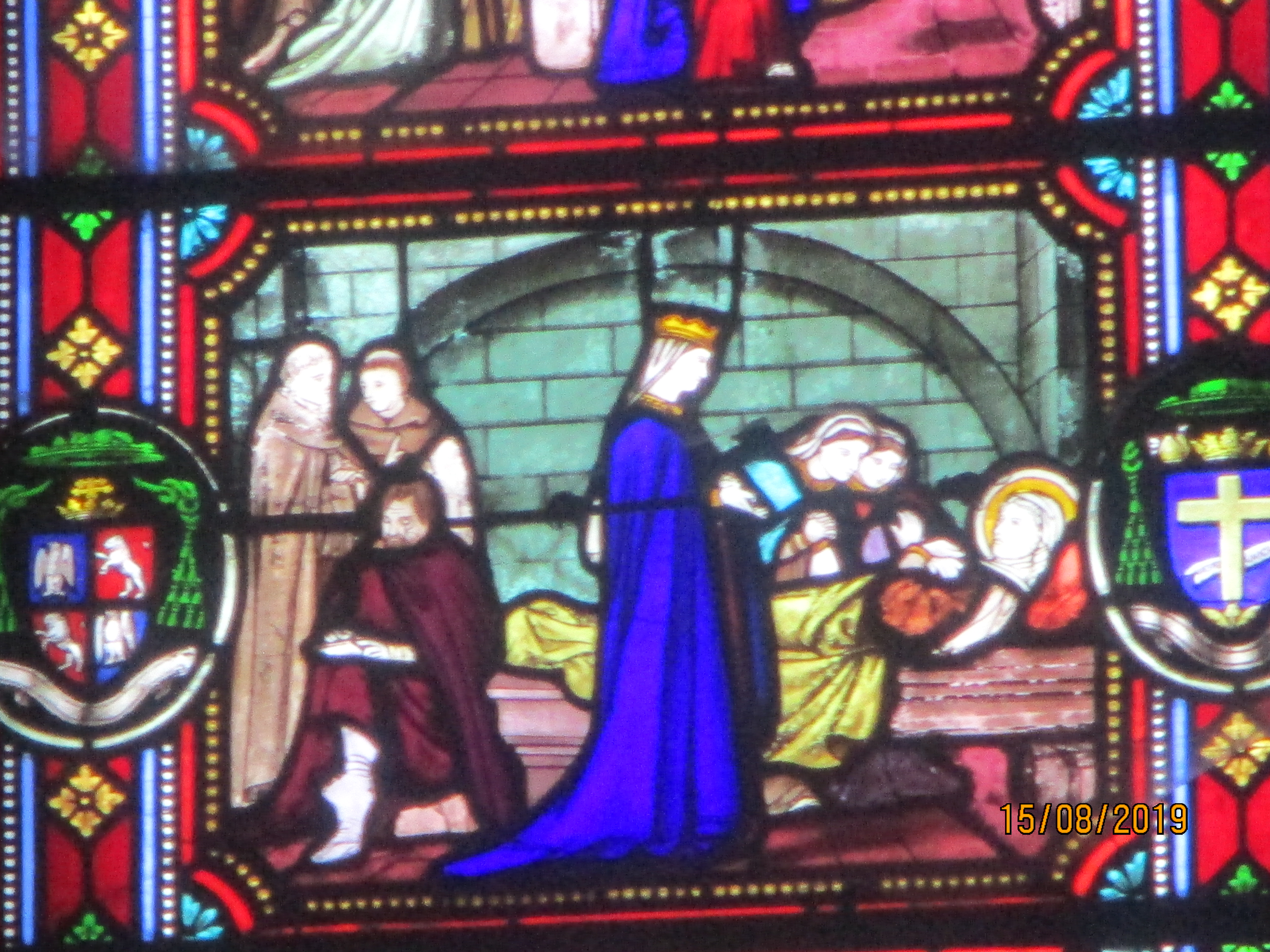
Vitrail de l'église de Cudot représentant la reine douairière Adèle rendant visite à sainte Alpais.

- Jean Maumy, Le Duel des reines : Aliénor d'Aquitaine, Adèle de Champagne [roman historique], L'Harmattan, 2016.